# أنتاس
بلدية أناتاس (بالإسبانية: Antas)‏, هي بلدية تقع في مقاطعة المرية. جنوب شرق إسبانيا. يبلغ عدد سكانها 3.223 نسمة.

## وصلات خارجية
- (بالإسبانية)